# Grey (Band)

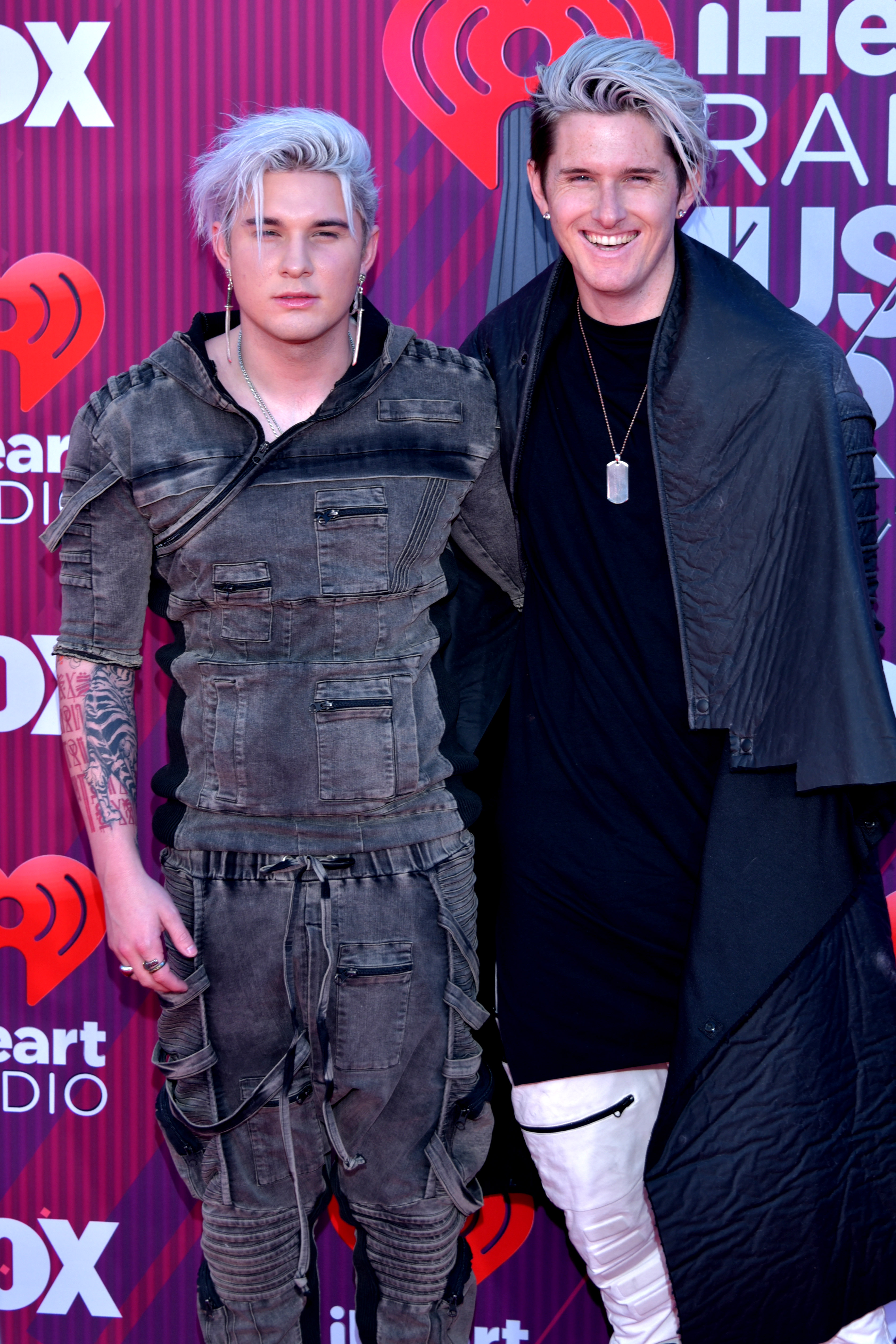
Das Duo 2019 bei den iHeartRadio Music Awards

Grey ist ein US-amerikanisches Electro-Dancepop-Duo aus Los Angeles bestehend aus den Brüdern Kyle und Michael Trewartha. 2016 mit Starving und 2018 mit The Middle hatten sie zwei große Hits, die sie international bekannt machten.

## Bandgeschichte
Die Brüder Trewartha fertigten 2015 einige Remix-Versionen an und stellten sie online. Einen Jack-Ü-Remix schickten sie an Skrillex, der wiederum Zedd auf sie aufmerksam machte. Durch einen Post machte dieser die beiden bekannt, und als sie unter dem Namen Grey im Jahr darauf die eigene Single Starving veröffentlichten, beteiligte er sich daran. Als Sänger brachte er außerdem die Schauspielerin Hailee Steinfeld mit. Das Lied war auf Anhieb ein großer internationaler Hit, es erreichte die Top 5 in Großbritannien und Australien, Platz 12 in den USA und hohe Platzierungen in vielen weiteren Ländern. Weltweit bekam das Lied über 16 Platin-Auszeichnungen, was mehr als 5 Millionen verkauften Exemplaren entsprach.
Es folgten weitere Singles wie Adrenaline, erneut mit Zedd, I Miss You mit dem Frauenduo Bahari und Crime mit dem schwedischen Sänger Skott, die alle drei kleinere Erfolge in den US-Dancecharts waren, darüber hinaus aber wenig beachtet wurden. Erst 2018 hatten sie wieder einen großen Hit, erneut zusammen mit Zedd und diesmal mit Maren Morris als Sängerin. The Middle hieß das Lied und erneut brachte es zahlreiche Top-10-Platzierungen, unter anderem in England und den USA, sowie etwa 2,5 Millionen Verkaufsäquivalente. Vor allem war es aber ein Dancehit, der mit 33 Wochen auf Platz 1 der US-Dancecharts einer der erfolgreichsten Songs dieser Hitliste war. Dazu wurde es bei den Grammy Awards 2019 gleich in zwei Hauptkategorien und ein weiteres Mal im Bereich Pop für eine Auszeichnung nominiert, auch wenn es keine davon gewann.

## Mitglieder
- Kyle Mark Trewartha (* 21. März 1992)
- Michael G. Trewartha (* 13. November 1994)

## Diskografie

### EPs
- 2017: Chameleon
- 2020: Light
- 2020: Dark

### Singles
| Jahr | Titel Album   | Höchstplatzierung, Gesamtwochen, AuszeichnungChartplatzierungen (Jahr, Titel, Album, Platzierungen, Wochen, Auszeichnungen, Anmerkungen) | Höchstplatzierung, Gesamtwochen, AuszeichnungChartplatzierungen (Jahr, Titel, Album, Platzierungen, Wochen, Auszeichnungen, Anmerkungen) | Höchstplatzierung, Gesamtwochen, AuszeichnungChartplatzierungen (Jahr, Titel, Album, Platzierungen, Wochen, Auszeichnungen, Anmerkungen) | Höchstplatzierung, Gesamtwochen, AuszeichnungChartplatzierungen (Jahr, Titel, Album, Platzierungen, Wochen, Auszeichnungen, Anmerkungen) | Höchstplatzierung, Gesamtwochen, AuszeichnungChartplatzierungen (Jahr, Titel, Album, Platzierungen, Wochen, Auszeichnungen, Anmerkungen) | Höchstplatzierung, Gesamtwochen, AuszeichnungChartplatzierungen (Jahr, Titel, Album, Platzierungen, Wochen, Auszeichnungen, Anmerkungen) | Anmerkungen                                                                               |
| Jahr | Titel Album   | DE | AT | CH | UK | US | Dance | Anmerkungen                                                                               |
| ---- | ------------- | --- | --- | --- | --- | --- | --- | ----------------------------------------------------------------------------------------- |
| 2016 | Starving Haiz | DE47 Gold · (22 Wo.)DE | AT31 Platin · (22 Wo.)AT | CH45 (24 Wo.)CH | UK5 ×2Doppelplatin · (36 Wo.)UK | US12 ×4Vierfachplatin · (29 Wo.)US | — | Erstveröffentlichung: 22. Juli 2016 Verkäufe: + 6.626.666 mit Hailee Steinfeld feat. Zedd |
| 2016 | Adrenaline –  | — | — | — | — | — | Dance38 (1 Wo.)Dance | Erstveröffentlichung: 2016 mit Zedd                                                       |
| 2017 | I Miss You –  | — | — | — | — | — | Dance21 (15 Wo.)Dance | Erstveröffentlichung: 2017 feat. Bahari                                                   |
| 2017 | Crime –       | — | — | — | — | — | Dance48 (1 Wo.)Dance | Erstveröffentlichung: 2017 feat. Skott                                                    |
| 2018 | The Middle –  | DE15 Gold · (24 Wo.)DE | AT12 Platin · (27 Wo.)AT | CH27 (26 Wo.)CH | UK7 ×2Doppelplatin · (31 Wo.)UK | US5 ×6Sechsfachplatin · (40 Wo.)US | Dance1 (61 Wo.)Dance | Erstveröffentlichung: 23. Januar 2018 Verkäufe: + 9.530.000 mit Zedd & Maren Morris       |

Weitere Singles
- 2019: Want You Back (feat. Léon)
- 2019: First Time (feat. Robinson)
- 2019: Criminal
- 2019: Grey Area (feat. Sofia Carson)
- 2020: Body Count (feat. Thutmose)